# Шрипур (подокруг, Газипур)
Шрипур (бенг. শ্রীপুর, англ. Sreepur) — подокруг в центральной части Бангладеш в составе округа Газипур. Образован в 1984 году. Административный центр — город Шрипур. Площадь подокруга — 465,24 км². По данным переписи 1991 года численность населения подокруга составляла 320 530 человек. Плотность населения равнялась 689 чел. на 1 км². Уровень грамотности населения составлял 44 %. Религиозный состав: мусульмане — 95,43 %, индуисты — 4,26 %, христиане — 0,11 %, прочие — 0,20 %.